# 迪珥蒙 (土卫六)
狄尔蒙（Dilmun）是土星的自然卫星土卫六上一处高反照率区域。

## 特征
狄尔蒙位于赤道附近，其中心坐标为北纬15度、西经175度。
在它的南面是更大的香格里拉黑暗区。

## 观察
狄尔蒙是在“卡西尼号”探测器发回的图像中发现的，被以苏美尔神话中的幸福岛之名命名为狄尔蒙。